# USS Lee Fox (DE-65)
USS Lee Fox (DE-65/ADP-45) là một tàu hộ tống khu trục lớp Buckley được Hải quân Hoa Kỳ chế tạo trong Chiến tranh Thế giới thứ hai. Tên nó được đặt theo Thiếu úy Hải quân Lee Fox Jr. (1920-1941), phi công phục vụ cùng Liên đội Tuần tra 12 tại Căn cứ Không lực Hải quân vịnh Kaneohe, Oahu, và đã tử trận trong cuộc tấn công Trân Châu Cảng vào ngày 7 tháng 12, 1941. Nó đã phục vụ trong chiến tranh cho đến đầu năm 1945, khi được cải biến thành một tàu vận chuyển cao tốc mang ký hiệu lườn APD-45, và tiếp tục phục vụ cho đến khi chiến tranh kết thúc; nó xuất biên chế năm 1946 và bị tháo dỡ năm 1966. Lee Fox được tặng thưởng hai Ngôi sao Chiến trận do thành tích phục vụ trong Thế Chiến II.

## Thiết kế và chế tạo
Những chiếc thuộc lớp tàu hộ tống khu trục Buckley có chiều dài chung 306 ft (93 m), mạn tàu rộng 37 ft 1 in (11,30 m) và độ sâu mớn nước khi đầy tải là 11 ft 3 in (3,43 m). Chúng có trọng lượng choán nước tiêu chuẩn 1.400 tấn Anh (1.400 t); và lên đến 1.740 tấn Anh (1.770 t) khi đầy tải. Hệ thống động lực bao gồm hai turbine hơi nước General Electric công suất 13.500 mã lực (10.100 kW), dẫn động hai máy phát điện công suất 9.200 kilôwatt (12.300 hp) để vận hành hai trục chân vịt;  công suất 12.000 hp (8.900 kW) cho phép đạt được tốc độ tối đa 23 kn (26 mph; 43 km/h), và có dự trữ hành trình 6.000 nmi (6.900 mi; 11.000 km) khi di chuyển ở vận tốc đường trường 12 kn (14 mph; 22 km/h).
Vũ khí trang bị bao gồm ba pháo 3 in (76 mm)/50 cal trên tháp pháo nòng đơn có thể đối hạm hoặc phòng không, một khẩu đội 1,1 inch/75 caliber bốn nòng và tám pháo phòng không Oerlikon 20 mm. Vũ khí chống ngầm bao gồm một dàn súng cối chống tàu ngầm Hedgehog Mk. 10 (có 24 nòng và mang theo 144 quả đạn); hai đường ray Mk. 9 và tám máy phóng K3 Mk. 6 để thả mìn sâu. Khác biệt đáng kể so với lớp Evarts dẫn trước là chúng có thêm ba ống phóng ngư lôi Mark 15 21 inch (533 mm). Thủy thủ đoàn đầy đủ bao gồm 186 sĩ quan và thủy thủ.
Lee Fox được đặt lườn tại xưởng tàu của hãng Bethlehem-Hingham Shipyard, Inc., ở Hingham, Massachusetts vào ngày 1 tháng 3, 1943. Nó được hạ thủy vào ngày 29 tháng 5, 1943; được đỡ đầu bởi bà Lee Fox, mẹ Thiếu úy Fox, và nhập biên chế vào ngày 30 tháng 8, 1943 dưới quyền chỉ huy của Hạm trưởng, Thiếu tá Hải quân William Croft Jennings.

## Lịch sử hoạt động
Trong chặng quay trở về sau chuyến đi chạy thử máy đến vùng biển Bermuda, vào ngày 17 tháng 10, 1943, Lee Fox chịu đựng một cơn bão mạnh đến mức con tàu suýt bị lật úp và gây ra một vụ hỏa hoạn tại phòng động cơ phía sau. Sau đó trong một cơn bão khác vào ngày 11 tháng 12 ngoài khơi Cape Cod, Massachusetts, một quả đạn pháo bị kích nổ tại sàn trước con tàu, gây ra hỏa hoạn và phải được sửa chữa trong xưởng tàu.
Vượt qua những việc không may lúc ban đầu, trong giai đoạn từ ngày 6 tháng 11, 1943 đến ngày 7 tháng 1, 1945, Lee Fox đã thực hiện chín chuyến hộ tống vận tải khứ hồi giữa các cảng Hoa Kỳ và Londonderry, Bắc Ireland, trong thời kỳ phe Đồng Minh đang tích lũy lực lượng nhằm chuẩn bị để tiến hành Chiến dịch Overlord và sau đó chiếm đóng các cảng tại châu Âu. Chuyến khứ hồi sau cùng kéo dài đến 30 ngày, khi đoàn tàu nặng nề bao gồm sà lan vận chuyển cần cẩu và máy phát điện hướng sang Plymouth, Anh để sử dụng tại các cảng châu Âu mới chiếm đóng. Lần chạm trán tàu ngầm đối phương duy nhất là vào ngày 20 tháng 12, khi hai tàu trong đoàn tàu vận tải bị trúng ngư lôi tại một vị trí về phía Đông Bắc Azores.
Từ ngày 21 tháng 2, 1945, Lee Fox được cải biến thành một tàu vận chuyển cao tốc lớp Charles Lawrence, và được xếp lại lớp với ký hiệu lườn APD-45 hai ngày sau đó. Nó rời Norfolk, Virginia vào ngày 7 tháng 5 để cùng với Đơn vị Đặc nhiệm 29.6.1 được điều động sang Mặt trận Thái Bình Dương. Nó băng qua kênh đào Panama vào ngày 13 tháng 5, và trải qua ba ngày tại San Diego, California trước khi đi đến Trân Châu Cảng vào ngày 31 tháng 5.
Sau khi tiếp tục huấn luyện cùng các đội phá hoại dưới nước (UDT: Underwater Demolition Team), Lee Fox lên đường vào ngày 18 tháng 6 cùng 120 hành khách để hướng sang Guam,và sau đó cùng với những hành khách khác tiếp tục hành trình đi sang Philippines. Đi đến vịnh San Pedro vào ngày 6 tháng 7, nó hoạt động tại khu vực này cho đến khi Nhật Bản chấp nhận đầu hàng vào ngày 15 tháng 8 giúp kết thúc cuộc xung đột. Con tàu lên đường vào ngày 9 tháng 9 hộ tống một đoàn tàu hướng sang vịnh Tokyo, Nhật Bản; sau đó trong thành phần Đơn vị Đặc nhiệm 53.7.1, nó lên đường đi Yokohama vào ngày 23 tháng 10, và giám sát việc đầu hàng tại đảo Ōshima và các đảo lân cận ngoài khơi Honshu.
Hoàn thành nhiệm vụ vào ngày 15 tháng 11, Lee Fox lên đường vào cuối tháng đó với 123 hành khách cựu chiến binh để quay trở về Hoa Kỳ, về đến San Diego vào ngày 15 tháng 12. Tiếp tục lên đường vào ngày 1 tháng 1, 1946 để đi sang vùng bờ Đông, nó về đến Boston vào ngày 17 tháng 1. Sau khi được sửa chữa trong ụ tàu, nó đi đến Green Cove Springs, Florida vào ngày 14 tháng 2, và được cho xuất biên chế tại đây vào ngày 13 tháng 5, 1946,  được đưa về Hạm đội Dự bị Đại Tây Dương. Tên nó được cho rút khỏi danh sách Đăng bạ Hải quân vào ngày 1 tháng 9, 1964,  và con tàu bị bán cho hãng Southern Scrap Material Company tại New Orleans, Louisiana vào ngày 31 tháng 1, 1966 để tháo dỡ. 

## Phần thưởng
Lee Fox được tặng thưởng hai Ngôi sao Chiến trận do thành tích phục vụ trong Chiến tranh Triều Tiên.
|                           |  |  |
| Bronze star · Bronze star |  |  |

| Huân chương Chiến dịch Hoa Kỳ                                                | Huân chương Chiến dịch Hoa Kỳ        | Huân chương Chiến dịch Châu Á-Thái Bình Dương | Huân chương Chiến dịch Châu Á-Thái Bình Dương  |
| Huân chương Chiến dịch Châu Âu-Châu Phi-Trung Đông với 2 Ngôi sao Chiến trận | Huân chương Chiến thắng Thế Chiến II | Huân chương Chiến thắng Thế Chiến II          | Huân chương Giải phóng Philippine (Philippine) |